# カンジキウサギ
カンジキウサギ（樏兎、学名:Lepus americanus、英: Snowshoe Hare）は、ウサギ科ノウサギ属に属するウサギ。北アメリカに生息する。

## 概要
体長は36–46 cm、体重は1–2 kg。後足が発達しており、雪上での移動に困ることがない。夏毛は灰褐色が主であるが、冬毛は純白である。草食。寿命は野生で1年以下。出産は年に2–3回、1度の産仔数は1–8匹。

## 捕食-被食関係の個体数変動のケーススタディ

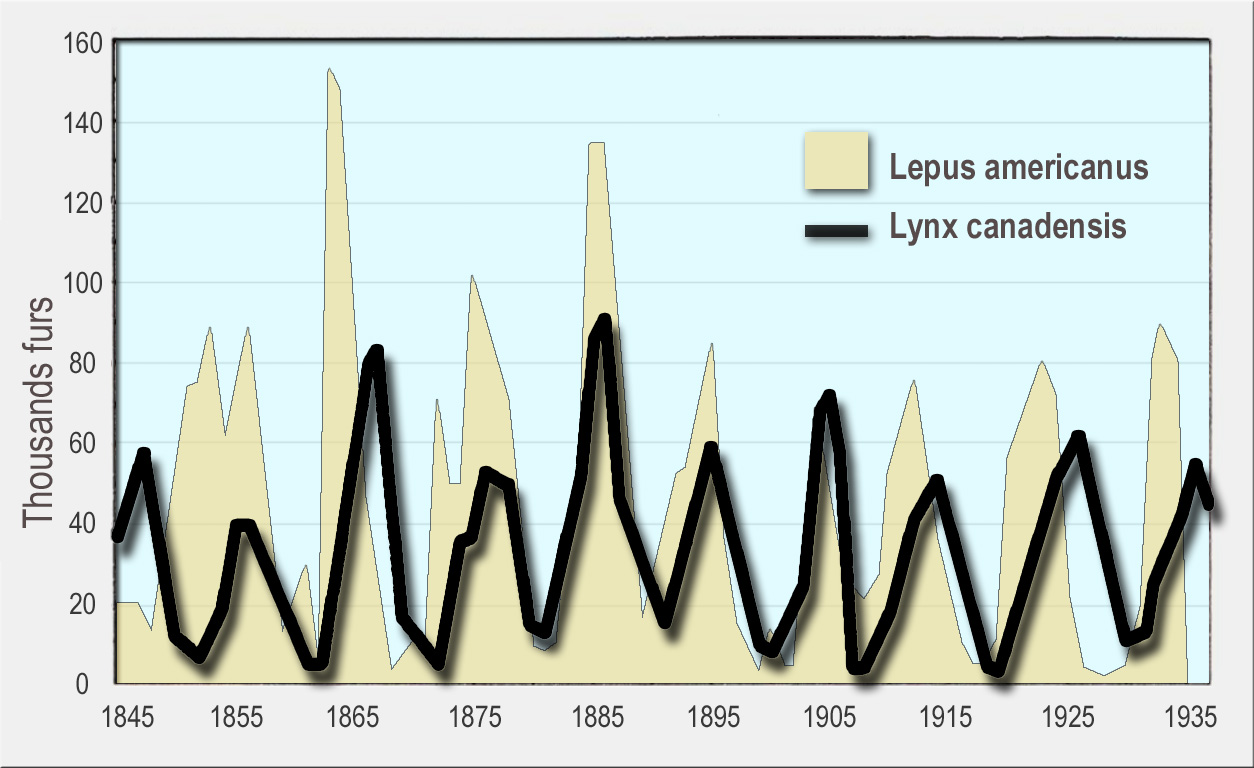
カンジキウサギ (Lepus americanus) とカナダオオヤマネコ (Lynx canadensis) の毛皮捕獲数の変動を示すグラフ。被食者であるカンジキウサギの増減を後追いする形で捕食者であるカナダオオヤマネコが増減する。ロトカ・ヴォルテラの方程式も参照。

カンジキウサギの主な捕食者はカナダオオヤマネコである。毛皮ハンターによる100年以上にもわたる捕獲記録から、カナダオオヤマネコとカンジキノウサギの個体数は周期的に増減を繰り返していることがわかっている。これは捕食-被食関係の個体数変動のケーススタディとなり、カンジキウサギは、世界中の生物学を学ぶ者によく知られるところとなった。